# Enrique de Baviera (1922-1958)
Enrique de Baviera (en alemán: Heinrich von Bayern; Hohenburg, 28 de marzo de 1922-San Carlos de Bariloche, 14 de febrero de 1958) fue un miembro de la casa real bávara de Wittelsbach.

## Biografía
Enrique fue el hijo mayor del segundo matrimonio del príncipe Ruperto de Baviera y de su segunda esposa, la princesa Antonieta de Luxemburgo. El 31 de julio de 1951, el príncipe Enrique se casó con Ana María de Lustrac, la hija del barón Jean de Lustrac y de su esposa, Helen Reid. La ceremonia tuvo lugar en San Juan de Luz, en la costa vasca en Francia. La pareja no tuvo hijos juntos.
El príncipe era un caballero de la Orden de San Huberto. Murió en un accidente de coche en San Carlos de Bariloche, Argentina, en los Andes, el 14 de febrero de 1958. Está enterrado en la iglesia de la abadía de Andechs, en Baviera. La viuda del príncipe Enrique, Ana María de Lustrac, murió también en un accidente de coche en Milán, Italia, el 16 de agosto de 1999.